# 巴珠
巴珠，中华人民共和国政治人物、全国脱贫攻坚先进个人。

## 生平
巴珠任山南市永创发展建设有限公司董事长。因在脱贫攻坚战中作出突出贡献，2021年2月25日全国脱贫攻坚总结表彰大会上，巴珠被授予“全国脱贫攻坚先进个人”。